# エヌジェーケーテクノ・システム
エヌジェーケーテクノ・システム株式会社は、かつて存在したコンピュータ周辺機器開発製造、電子基板アセンプリ、電子機器組立ソフトウェア開発を行っていた企業。石川県小松市に本社を置いていた。 エヌジェーケーテクノ株式会社と1990年にエヌジェーケーの100%連結子会社である札幌エヌジェーケーシステム株式会社として設立したエヌジェーケーシステムが2001年10月に合併。エヌジェーケーグループに属していた。1998年にISO9002認証取得、2004年にISO9001改定を実施。
また、2005年10月1日にエーアイ出版を吸収合併（現在は出版業から撤退している）。
2017年4月にメディアドライブ株式会社と共に親会社である株式会社エヌジェーケーに吸収合併され解散となった。

## 拠点
- 本社（石川県小松市、小松事業所）
- 管理部 東京在駐(東京都中央区)

## 主なグループ企業
- 株式会社エヌジェーケー - 親会社
- メディアドライブ株式会社